# Ligne de Gjøvik
La ligne de Gjøvik (Gjøvikbanen en norvégien) est une ligne de chemin de fer norvégienne entre Oslo et Gjøvik. Elle a été ouverte en 1900 à de Grefsen à Røykenvik, et de Jaren à Gjøvik en 1902. La ligne est doublée d'Oslo à Grefsen mais le reste de la ligne est unique. C'est la ligne  de chemin de fer la plus saturée en Norvège.
La Gjøvikbanen est devenu la ligne la plus fréquentée des chemins de fer en Norvège depuis 2006.  La ligne de Gjøvik a été choisie pour être une sorte de projet pilote et dans ce projet six des arrêts le long de la ligne ont été fermés en juin 2006.  La satisfaction des clients a augmenté à partir de 2006.
La ligne de Gjøvik pose un problème dans le sens où elle n'a pas de correspondance possible. La ligne Roa-Hønefoss n'a pas d'horaires suffisamment réguliers et donc rarement correspondance. En outre, toutes les lignes secondaires ont été fermées (Røykenvikbanen, Skreiabanen og Valdresbanen). Il y aurait une connexion possible avec la ligne de Dovre qui n'est, à vol d'oiseau, qu'à environ 15 km au nord; la ligne qui devait être prolongée ne l'a jamais été. L'idée de continuer la Gjøvikbanen afin de la relier à la Dovrebanen à Lillehammer a été relancée mais la planification des travaux a été mise en attente.

## Gares desservies
- Oslo
- Tøyen
- Grefsen
- connexion Alnabanen
- Nydalen
- Kjelsås
- Snippen
- Movatn
  - Oslo
  - Akershus
- Nittedal
- Åneby
- Varingskollen
- Hakadal
  - Akershus
  - Innlandet
- Stryken
- Harestua
- Grua
- Roa
- connexion ligne Roa-Hønefoss
- Lunner
- Gran
- Jaren
- Bleiken
- connexion ligne de Valdre
- Eina
- Reinsvoll
- Raufoss
- Gjøvik